# Кілі Годжкінсон
Кілі Годжкінсон (англ. Keely Hodgkinson, нар. 3 березня 2002) — британська легкоатлетка, яка спеціалізується у бігу на середні дистанції.

## Спортивні досягнення
Олімпійська чемпіонка з бігу на 800 метрів (2024). Срібна олімпійська призерка з бігу на 800 метрів (2021).
Дворазова срібна призерка чемпіонатів світу з бігу на 800 метрів (2022, 2023).
Дворазова чемпіонка Європи в приміщенні з бігу на 800 метрів (2021, 2023).
Чемпіонка Діамантової ліги з бігу на 800 метрів (2021).
Срібна призерка Ігор Співдружності з бігу на 800 метрів (2022).
Бронзова призерка чемпіонату Європи серед молоді з бігу на 400 метрів (2023).
Бронзова призерка чемпіонату Європи серед юніорів з бігу на 800 метрів (2019).
Чемпіонка Європи серед юнаків з бігу на 800 метрів (2018).
Чемпіонка Великої Британії з бігу на 800 метрів (2020, 2021, 2023). Чемпіонка Великої Британії в риміщенні з бігу на 800 метрів (2020).
Володарка вищого світового досягнення з бігу на 600 метрів у приміщенні (1.23,41; 2023).
Рекордсменка Європи серед юніорів у бігу на 800 метрів (1.55,88; 2022).
Рекордсменка Великої Британії у бігу на 800 метрів просто неба та в приміщенні.

## Кар'єра
| Рік                         | Змагання                       | Місце проведення            | Місце                       | Дисципліна                  | Результат                   | Примітки                    |
| Представник Велика Британія | Представник Велика Британія    | Представник Велика Британія | Представник Велика Британія | Представник Велика Британія | Представник Велика Британія | Представник Велика Британія |
| --------------------------- | ------------------------------ | --------------------------- | --------------------------- | --------------------------- | --------------------------- | --------------------------- |
| 2018                        | Чемпіонат Європи серед юнаків  | Дьєр, Угорщина              | 1                           | біг на 800 метрів           | 2:04.84                     | CR                          |
| 2019                        | Чемпіонат Європи серед юніорів | Бурос, Швеція               | 3                           | біг на 800 метрів           | 2:03.40                     | PB                          |
| 2021                        | Чемпіонат Європи в приміщенні  | Торунь, Польща              | 1                           | біг на 800 метрів           | 2:03.88                     |                             |
| 2021                        | Олімпійські ігри               | Токіо, Японія               | 2                           | біг на 800 метрів           | 1:55.88                     | NR, AU20R                   |